# Sciophila quadriterga
Sciophila quadriterga är en tvåvingeart som beskrevs av Roger A. Hutson 1979. Sciophila quadriterga ingår i släktet Sciophila och familjen svampmyggor. Inga underarter finns listade i Catalogue of Life.